# The Grand Illusion
The Grand Illusion es el séptimo álbum de estudio de Styx, lanzado en 1977 por A&M. Fue producido por Styx y Barry Mraz y grabado en los estudios Paragon, en Chicago por los ingenieros de grabación: el mismo Mraz y Rob Kingsland. La dirección artística es de Roland Young, la fotografía fue tomada por Jim McCrary y el diseño del álbum fue de Chuck Beeson.
Se trata de un álbum conceptual acerca de la falsa ilusión provocada por el éxito, como lo demuestran canciones como "Superstars", "Miss America", basado en el concurso homónimo de belleza, y "The Grand Illusion", aunque el tema más exitoso es "Come Sail Away", el cual llegó a la lista de los 10 singles más vendidos en los Estados Unidos. The Grand Illusion llegó al puesto 6 en la lista de los 200 mejores álbumes según Billboard en los Estados Unidos.

## Canciones
1. "The Grand Illusion" (Dennis DeYoung) - 4:36
2. "Fooling Yourself (The Angry Young Man)" (Tommy Shaw) - 5:29
3. "Superstars" (James Young/Dennis DeYoung/Tommy Shaw) - 3:59
4. "Come Sail Away" (Dennis DeYoung) - 6:07
5. "Miss America" (James Young) - 5:01
6. "Man in The Wilderness" (Tommy Shaw) - 5:49
7. "Castle Walls" (Dennis DeYoung) - 6:00
8. "The Grand Finale" (Dennis DeYoung/James Young/Tommy Shaw) - 1:58

## Personal
- John Panozzo = Batería, percusión, voces y producción.
- Tommy Shaw = Guitarras acústicas, guitarras eléctricas, guitarras de doce cuerdas, voces y producción.
- Dennis DeYoung = Teclados, voces, sintetizadores y producción.
- James Young = Guitarras, voces, ARP Odyssey y producción.
- Chuck Panozzo = Bajo, voces y producción.
- Barry Mraz = Asistente de producción e ingeniero de grabación.
- Rob Kingsland = Ingeniero de grabación.